# Bungku jezik
Bungku jezik (ISO 639-3: bkz), austronezijski jezik s otoka Celebesa (Sulewasi) u Indoneziji, kojim govori oko 21.500 ljudi (1995 SIL) u kojih 45 sela, i u nekoliko dijalekata: bungku (16.400), routa (100), tulambatu (1.000), torete (to rete; 2.500), landawe (800 ) i waia (650). Za dijalekt torete ranije je izjavljivano da je izumro.
Bungku je ranije uz još neke jezike činio posebnu istoimenu podskupinu, danas proširenu uz nekoliko jezika u širu skupinu istočnih Bungku-Tolaki jezika.

## Vanjske poveznice
- Ethnologue (14th)
- Ethnologue (15th)